# کوه‌های بشپارماک
کوه‌های بشپارماک (به ترکی استانبولی: Beşparmak Mountains) یک رشته‌کوه در ترکیه است که در استان موغله واقع شده‌است. کوه‌های بشپارماک ۱٬۳۵۳ متر بالاتر از سطح دریا واقع شده‌است.